# تسلسل (جيولوجيا)
في الجيولوجيا ، التسلسل عبارة عن وحدة طبقية يحدها عدم توافق في الأعلى والأسفل.

## تعريف
بطريقة أكثر صرامة وعمومية، يُعرف التسلسل على أنه :
«المتوافق نسبيًا [...] ، الخلافة المرتبطة جينيًا للطبقات التي يحدها عدم المطابقة أو الأسطح المرتبطة بها»

## الحالات الخاصة والمفاهيم ذات الصلة
تتضمن الحالات الخاصة للتسلسلات تسلسلات من النوع 1 وتسلسلات من النوع 2 . المفهوم ذو الصلة هو شبه التسلسل. على عكس أسمائهم، فهي ليست تسلسلات أصغر.